# Вакуумметрична висота

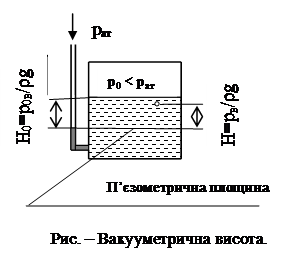

Вакуумметри́чна висота́ (рос. вакуумметрическая высота; англ. vacuummetric height; нім. vakuumetrische Höhe) — висота стовпа рідини заданої густини {\displaystyle Q}, зрівноважена різницею атмосферного {\displaystyle p_{a}} й абсолютного {\displaystyle p_{A}} гідромеханічного тисків у даній точці:
{\displaystyle h={\frac {\left(p_{a}-p_{A}\right)}{Q\cdot g}}}
де {\displaystyle g} — прискорення вільного падіння.